# Janiralata sagamiensis
Janiralata sagamiensis là một loài chân đều trong họ Janiridae. Loài này được Shimomura miêu tả khoa học năm 2006.